# Zakarovská Arménie
Zakarovská Arménie (Զաքարյան Հայաստան, Zakaryan Hayastan) bylo středověké arménské knížectví v letech 1201–1350 a vazal Gruzínského království Bagrationů. Roku 1236 se Arménie octla pod nadvládou Mongolské říše a od roku 1256 spadala pod Ílchanát Mongolů. Vládla mu dynastie Zakarovců (Զաքարյաններ, Zak'aryanner), arménská šlechta arménského nebo možná kurdského původu, mezi Gruzíny známých jako Mkhargrzeli (მხარგრძელი, Երկայնաբազուկ, Yerkaynbazuk). Historiografie hovoří o této etapě arménských dějin jako o „Zakarovském období“. V roce 1350 byla Arménie dobyta Chobánovci, dynastií mongolského původu, kteří byli nástupci zaniklého Ílchanátu.